# Ia io
Ia io је врста слепог миша из породице вечерњака (лат. Vespertilionidae).

## Распрострањење
Ареал врсте је ограничен на мањи број држава.
Врста има станиште у Кини, Лаосу, Бурми, Вијетнаму, Непалу и Тајланду.

## Станиште
Станиште врсте су тропске шуме од 200 до 1.700 метара надморске висине.

## Угроженост
Ова врста није угрожена, и наведена је као последња брига јер има широко распрострањење.